# Giovanni Antonio Lappoli
Giovanni Antonio Lappoli (Arezzo, 1492 – 1552) va ser un pintor manierista toscà.
Era fill del pintor Matteo Lappoli. Inicialment es va ensinistrar amb Domenico Pecori, però després va ser ajudant de Pontormo l'any 1514. Entre 1524 i 1527 va treballar amb Perin del Vaga a Roma. Va fer amistat amb Parmigianino i Rosso Fiorentino. L'any 1524 va fer uns frescos sobre cartons proporcionats per Rosso: una Visitació per a la Badia di Sante Fiore e Lucilla i una Adoració dels Reis Mags per a l'església de Sant Francesc. A Roma va gaudir de la protecció del papa Climent VII, però arran del Saqueig de Roma de 1527, va fugir a Arezzo. Va pintar una Al·legoria del Pecat Original a Montepulciano (1545). És un dels artistes biografiats per Giorgio Vasari, també natural d'Arezzo, a Le Vite.